# 欣盛苑

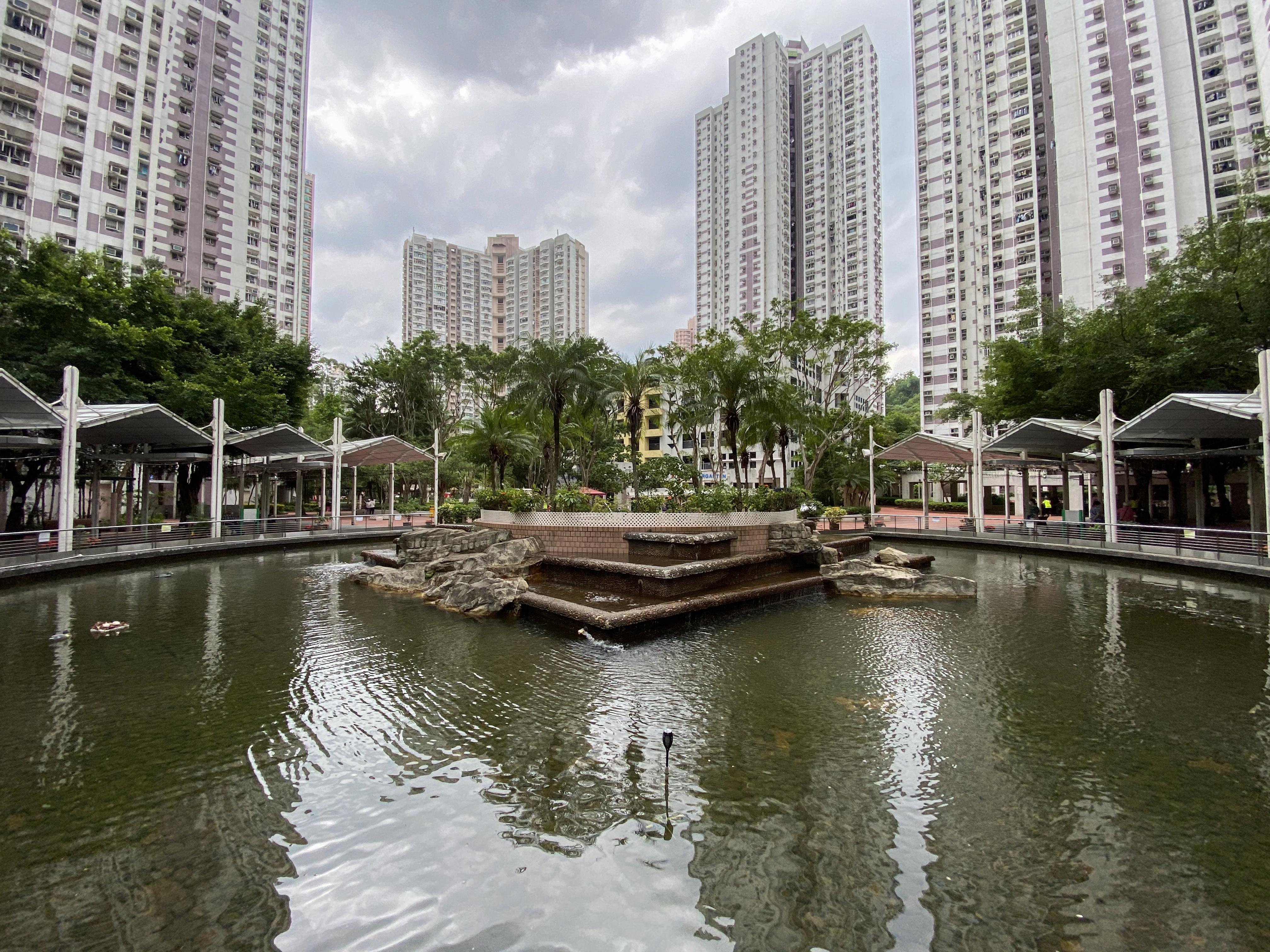
中央水池（2020年10月）

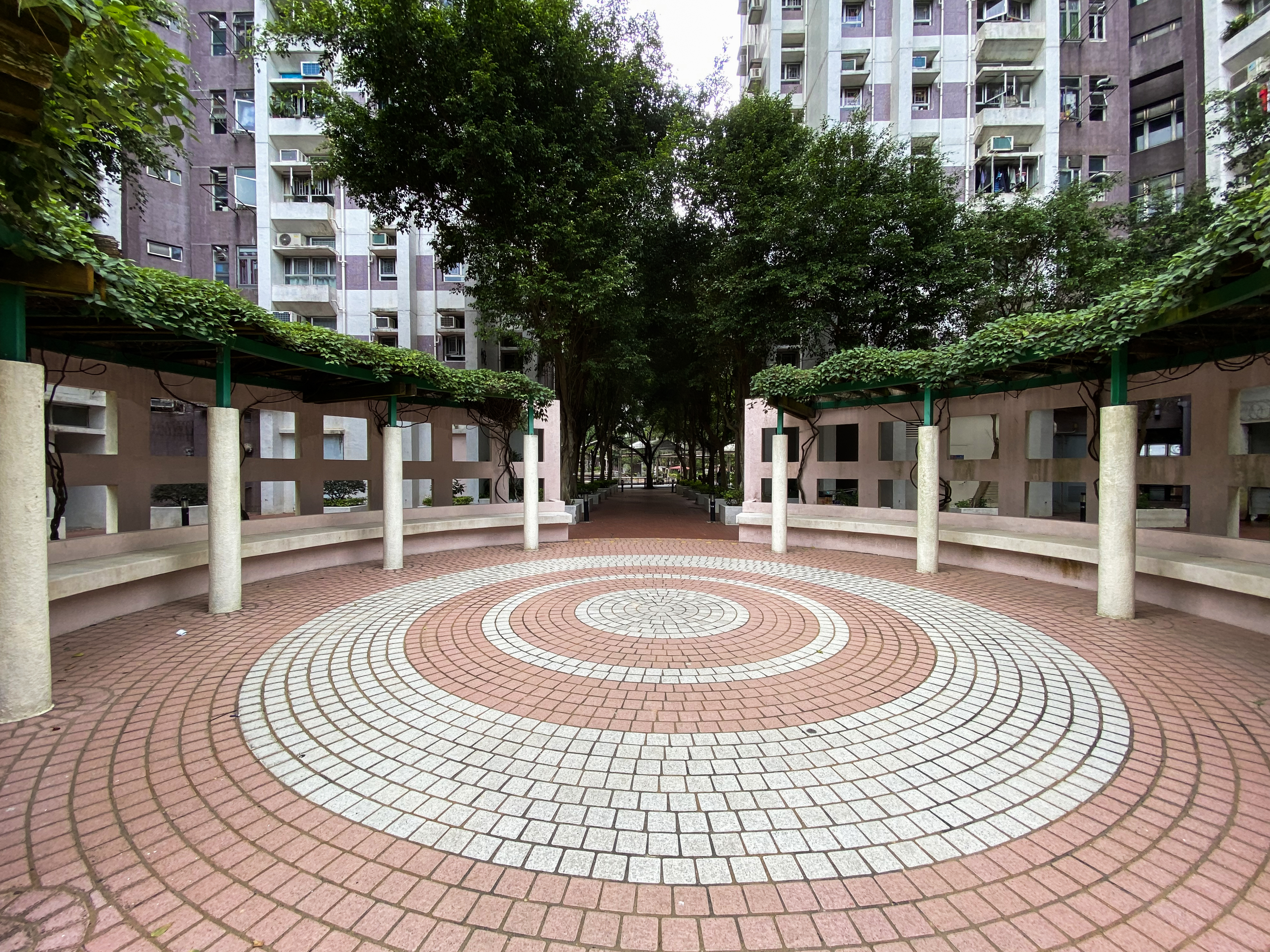
入口弧形座椅（2020年10月）

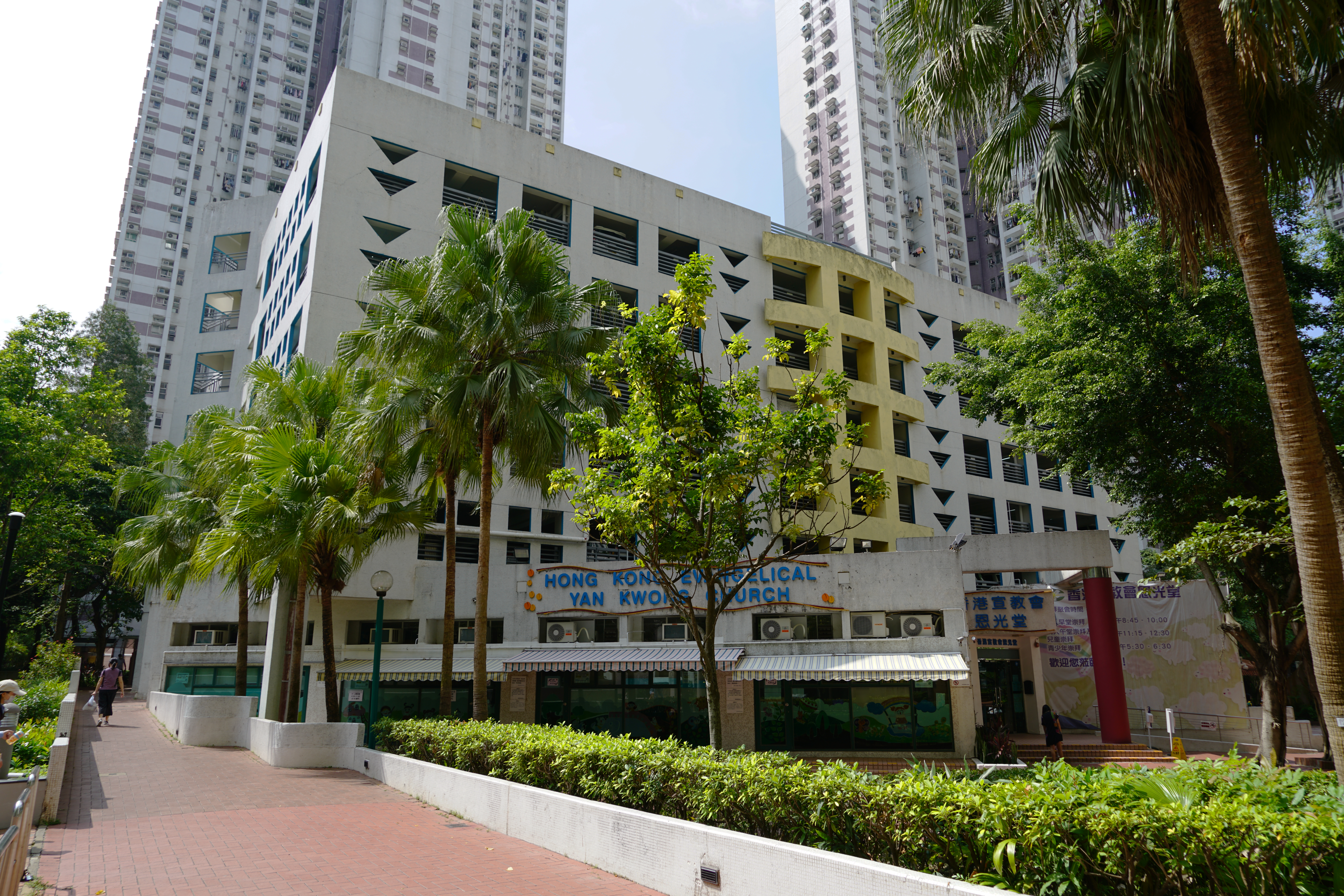
幼兒園和停車場大樓（2020年）

欣盛苑（英語：Yan Shing Court）是香港房屋委員會在北區的居者有其屋屋苑之一，由關善明建築師樓有限公司設計，金門建築有限公司承建 。此屋苑位於新界北區粉嶺南（粉嶺上水地段39號），共有七座樓宇，在1993年入伙，首次推出時售價為430,300 - 927,000港元，為北區目前規模較大的居屋屋苑。欣盛苑停車場目前有252個車位，而根據粉嶺上市地段第三十九號之內欣盛苑地契條款，欣盛苑須「提供不少於223個及不多於306個停車位以停泊只供欣盛苑住戶的私家車輛」。屋苑前身是粉嶺田心村的村舍和農地。

## 屋苑資料
屋苑設7座大廈，提供2,450伙單位。單位分為401方呎兩房，以及554方呎及645方呎三房戶型。
屋苑不設商場，只設便利店。
2016年，董輝記木業於以1.81億港元向領展購入欣盛苑商舖與停車場。2019年，董輝記木業拆售欣盛苑停車場車位。

### 樓宇
| 樓宇名稱（座號） | 樓宇類型                | 落成年份 | 樓宇層數 （住宅層數） | 每層伙數 | 單位數目（伙） | 建築師                 | 承建商           | 提供升降機的廠商 |
| ---------------- | ----------------------- | -------- | --------------------- | -------- | -------------- | ---------------------- | ---------------- | ---------------- |
| 欣秀閣（A座）    | 新十字型 （1984年版本） | 1993年   | 35（1至35樓）         | 10       | 350            | 關善明建築師樓有限公司 | 金門建築有限公司 | 迅達             |
| 欣麗閣（B座）    | 新十字型 （1984年版本） | 1993年   | 35（1至35樓）         | 10       | 350            | 關善明建築師樓有限公司 | 金門建築有限公司 | 迅達             |
| 欣喜閣（C座）    | 新十字型 （1984年版本） | 1993年   | 35（1至35樓）         | 10       | 350            | 關善明建築師樓有限公司 | 金門建築有限公司 | 迅達             |
| 欣悅閣（D座）    | 新十字型 （1984年版本） | 1993年   | 35（1至35樓）         | 10       | 350            | 關善明建築師樓有限公司 | 金門建築有限公司 | 迅達             |
| 欣耀閣（E座）    | 新十字型 （1984年版本） | 1993年   | 35（1至35樓）         | 10       | 350            | 關善明建築師樓有限公司 | 金門建築有限公司 | 迅達             |
| 欣彩閣（F座）    | 新十字型 （1984年版本） | 1993年   | 35（1至35樓）         | 10       | 350            | 關善明建築師樓有限公司 | 金門建築有限公司 | 迅達             |
| 欣暉閣（G座）    | 新十字型 （1984年版本） | 1993年   | 35（1至35樓）         | 10       | 350            | 關善明建築師樓有限公司 | 金門建築有限公司 | 迅達             |

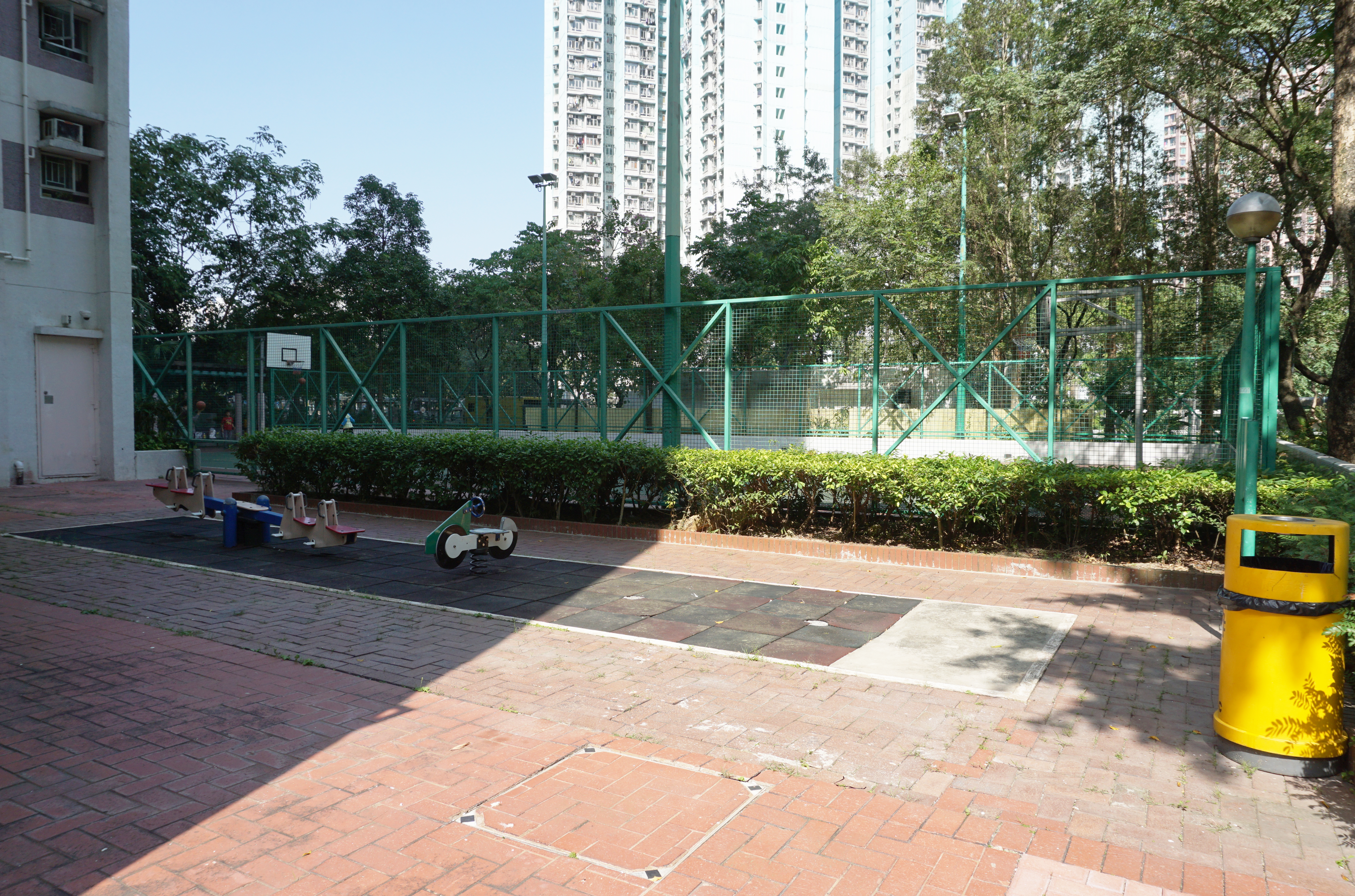
搖搖板、彈簧椅（英语：Spring rider）及籃球場
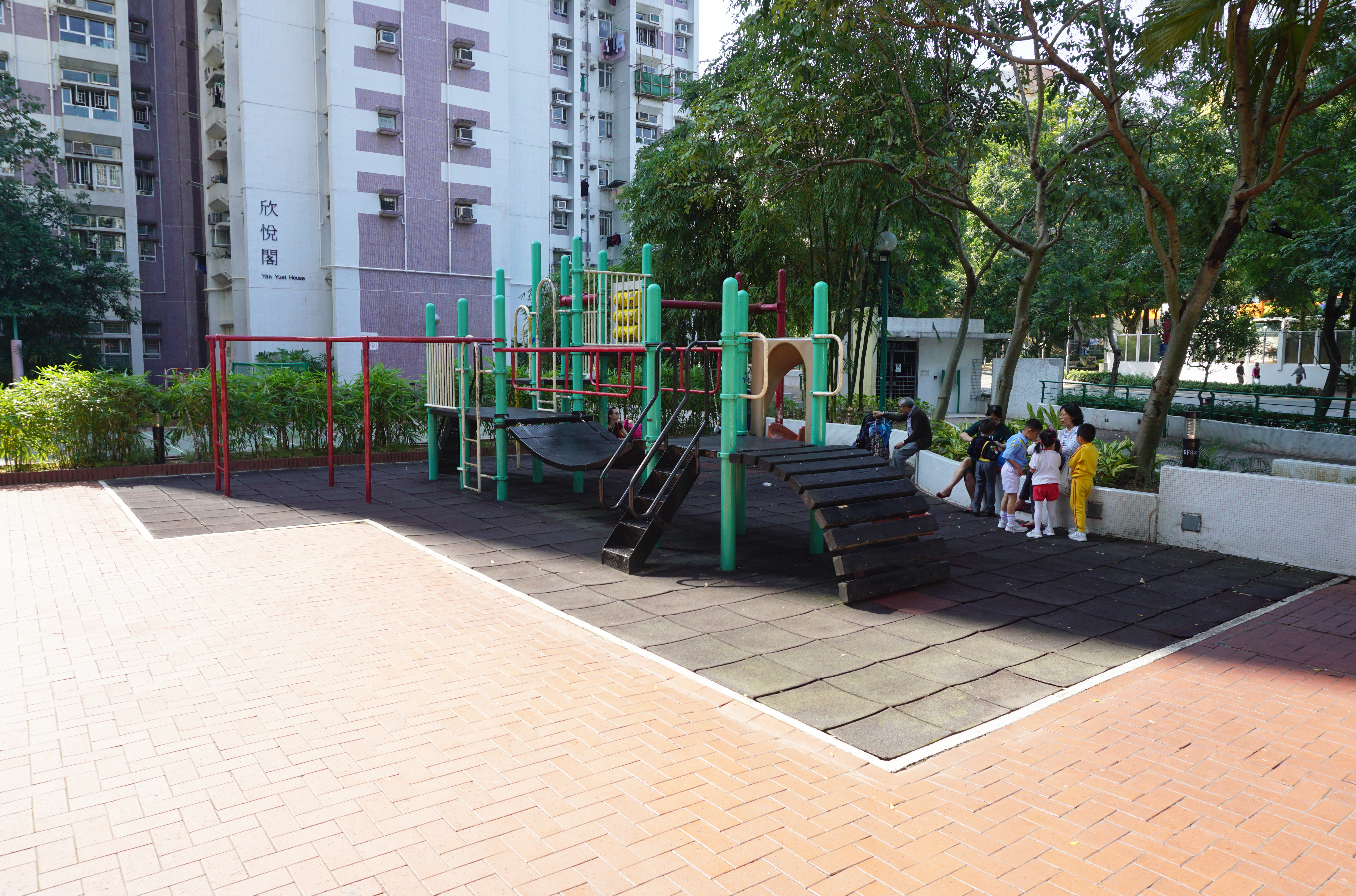
兒童遊樂場
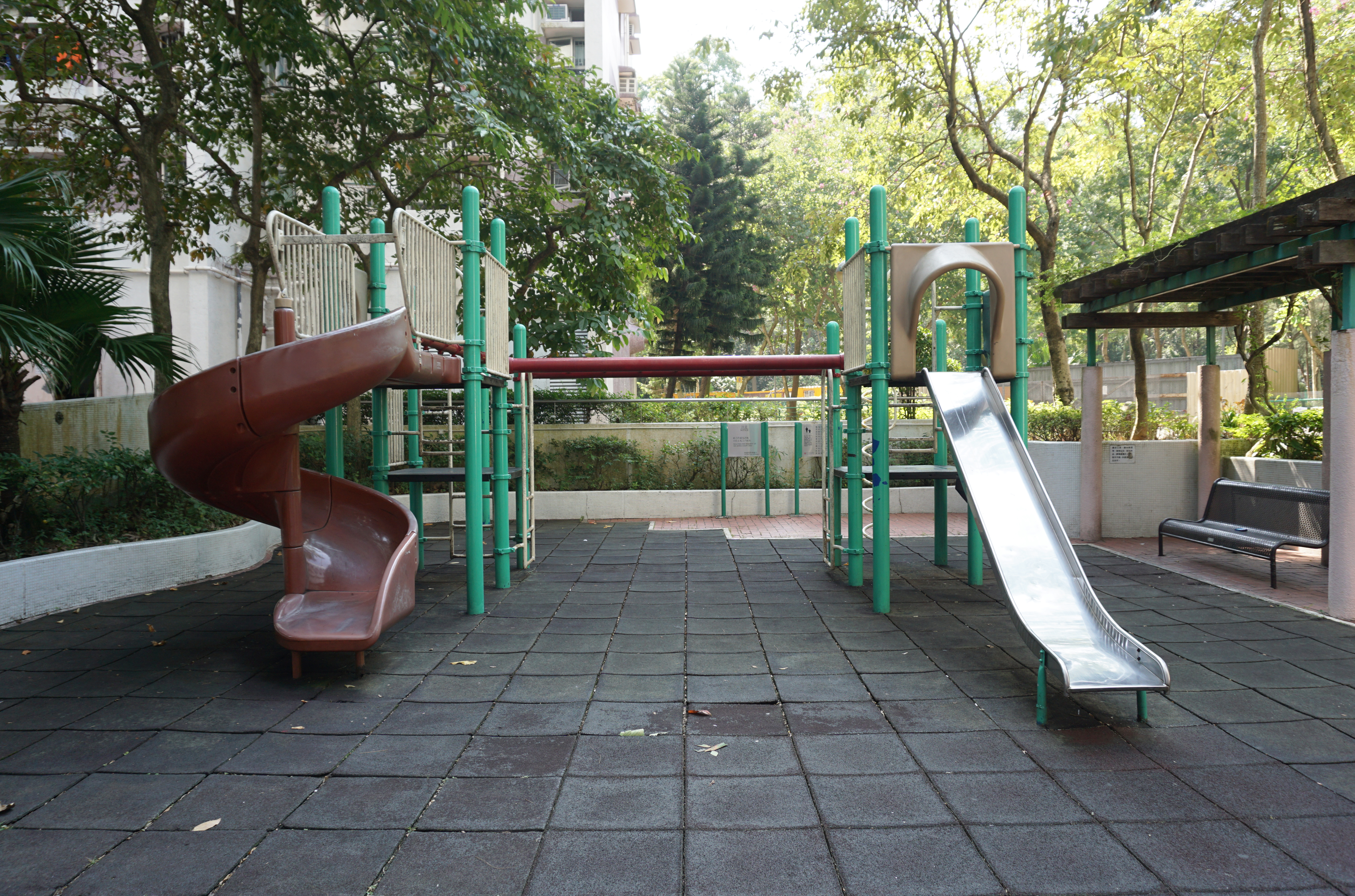
兒童遊樂場（2）
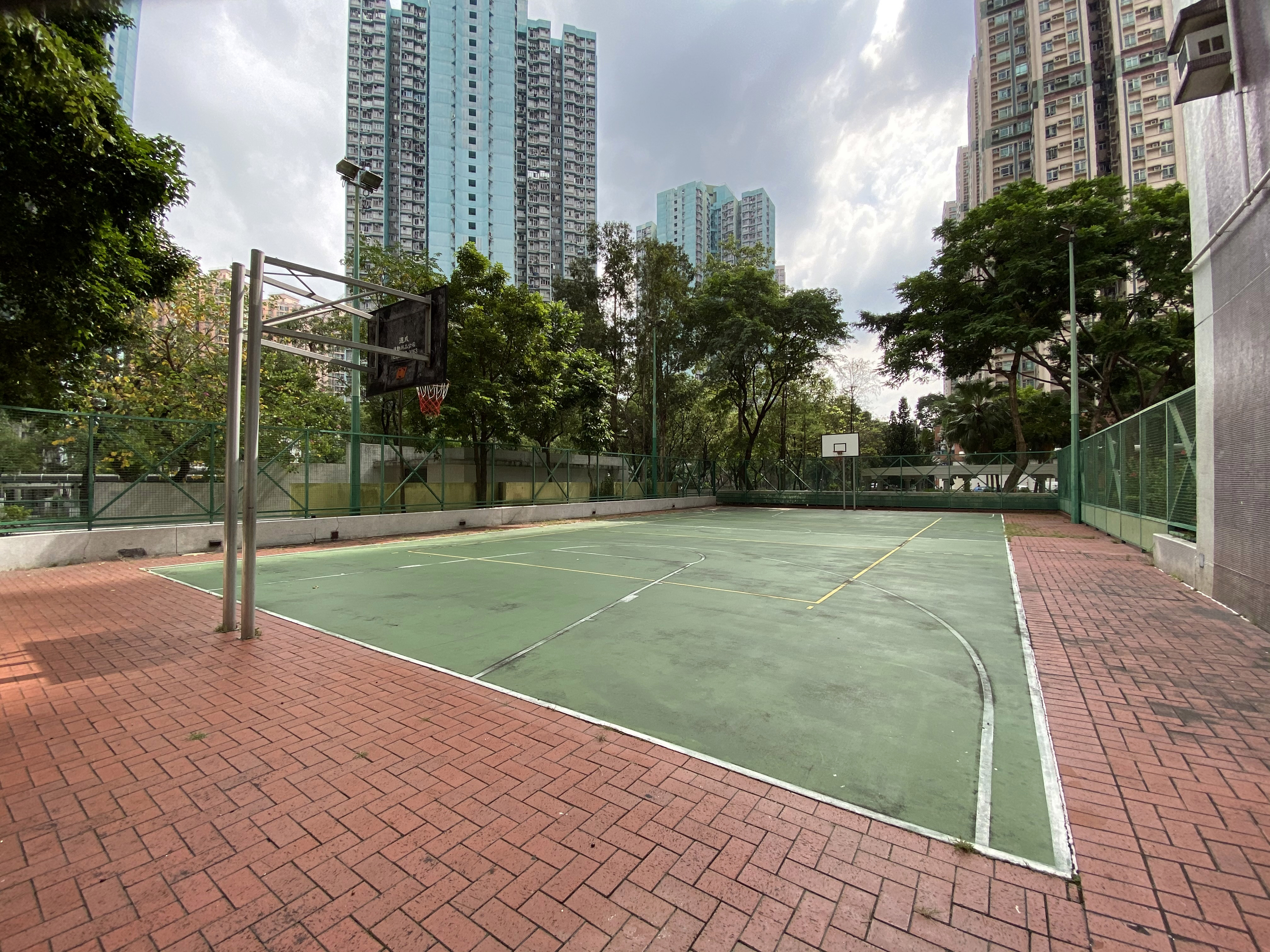
籃球場（2020年）
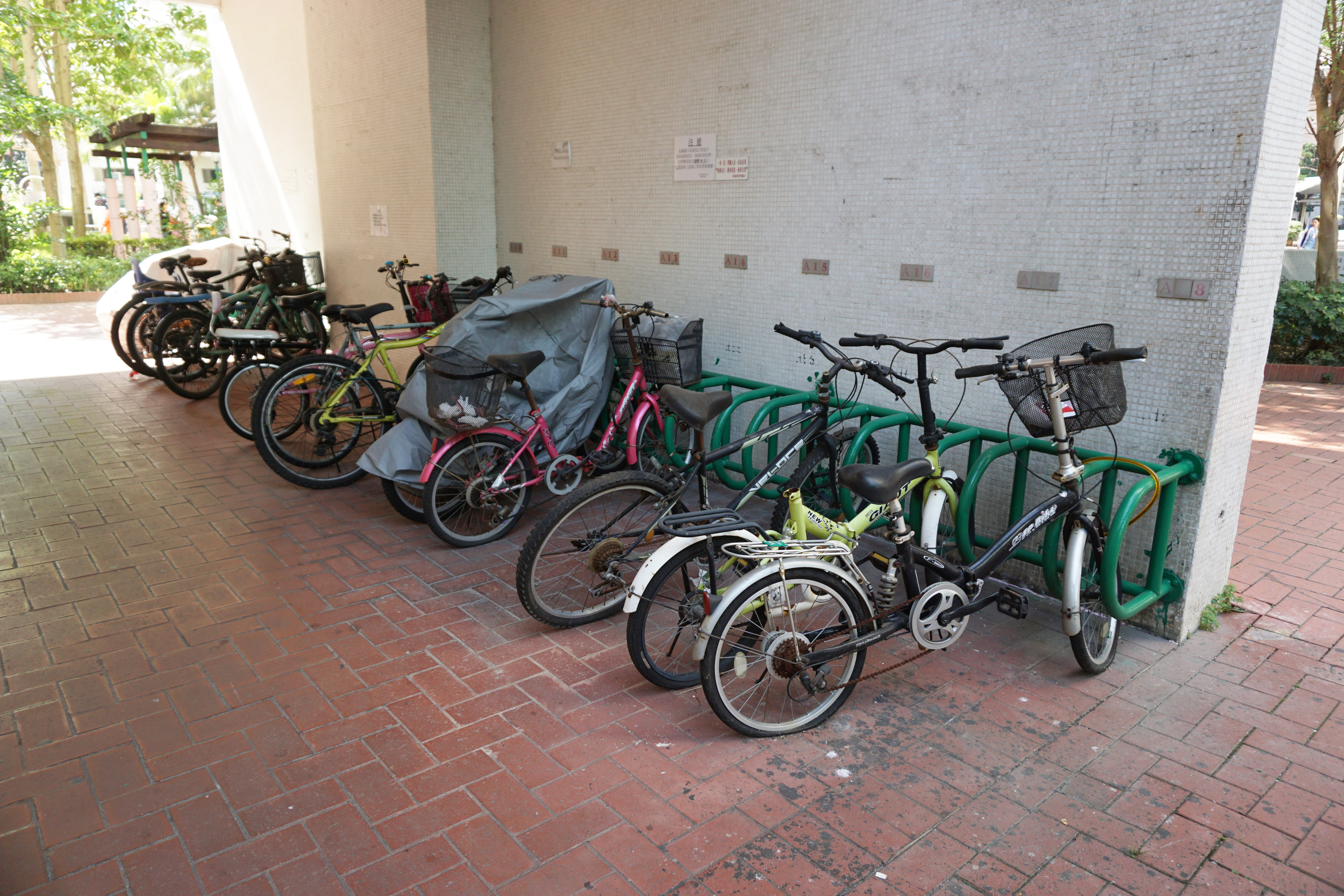
單車停泊處
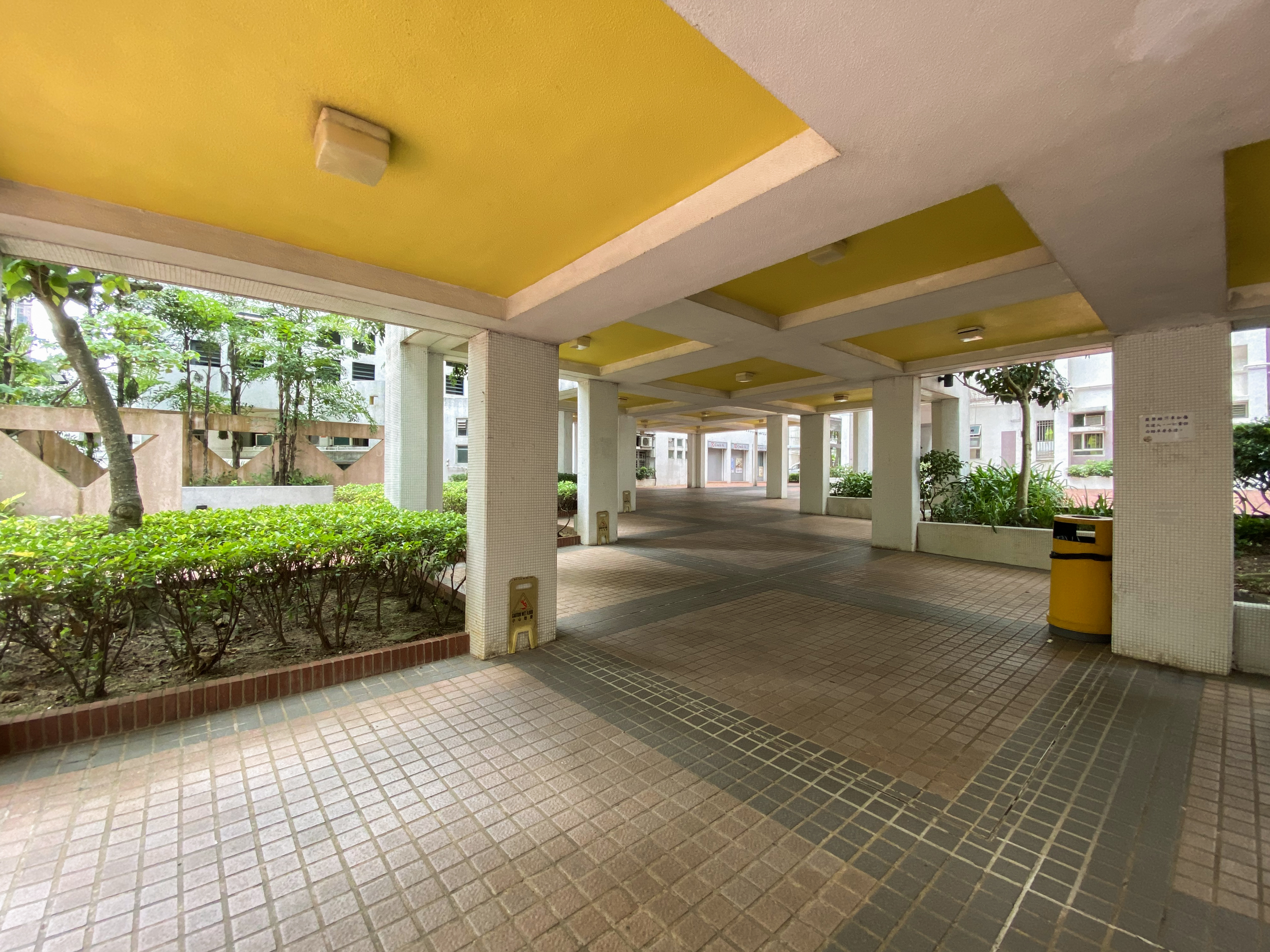
有蓋行人通道（2020年）
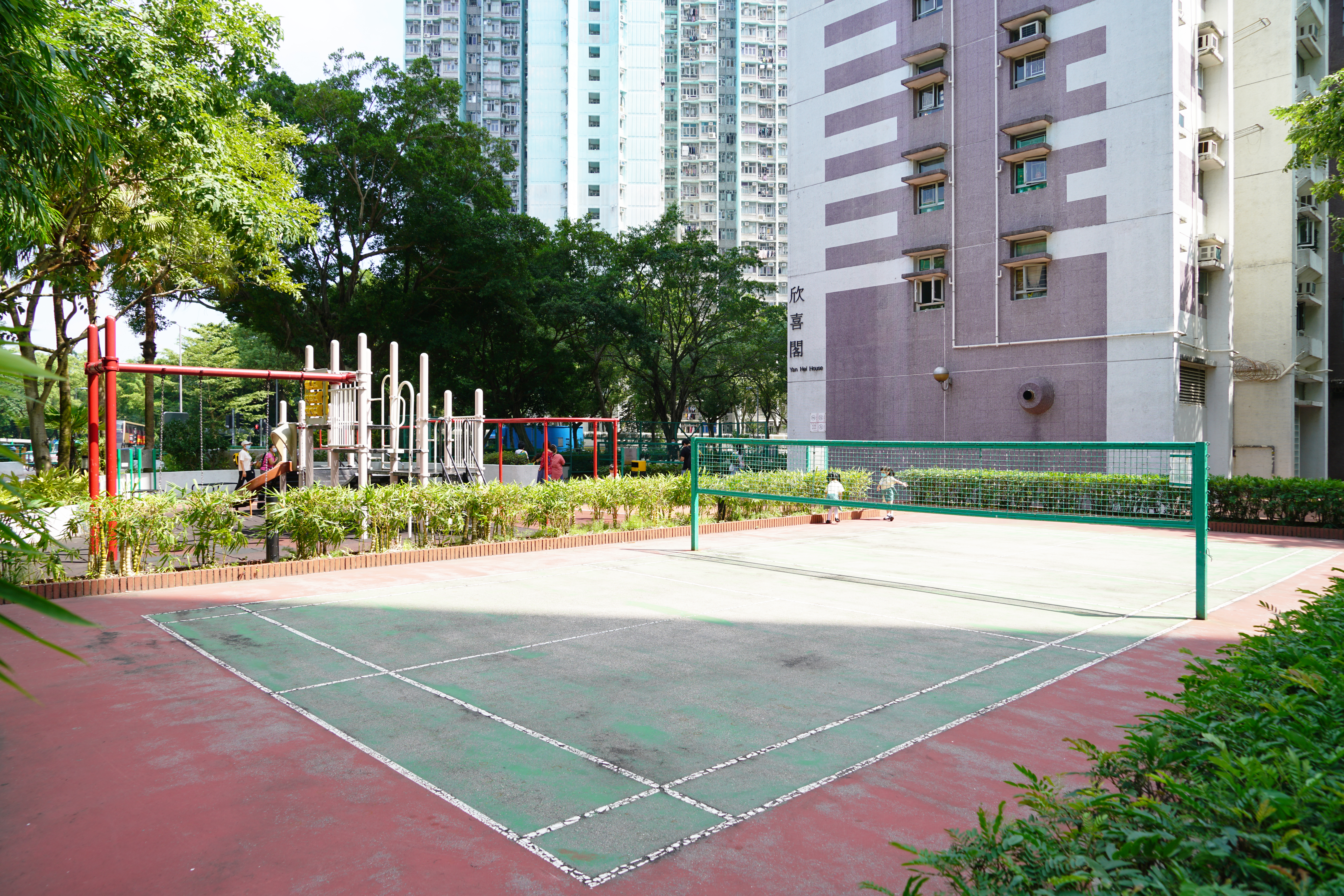
羽毛球場（2020年）
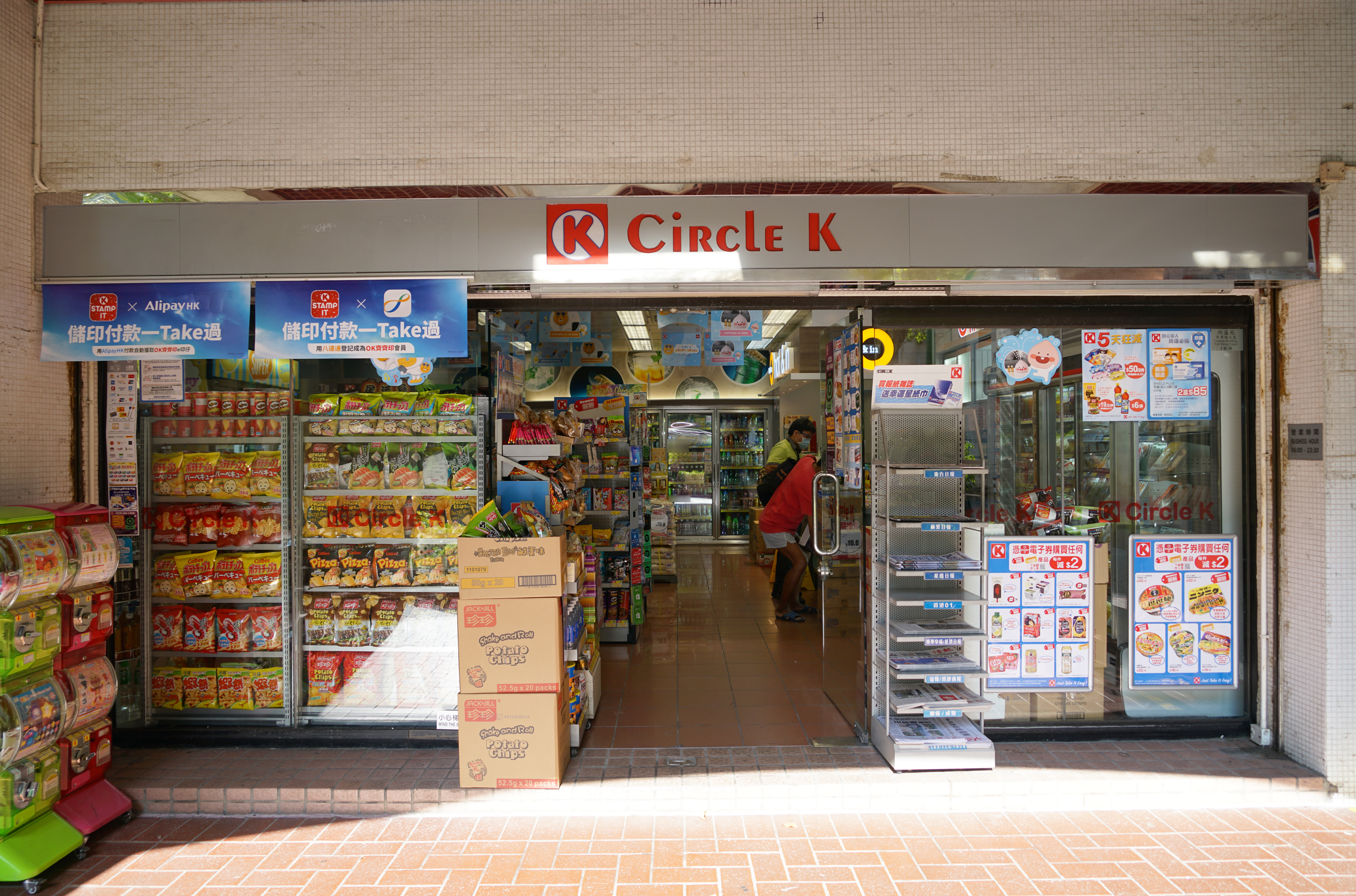
苑內唯一零售店舖OK便利店

## 毗鄰教育設施

### 幼稚園
- 香港宣教會優質幼兒學校 （页面存档备份，存于）（2007年創辦）（位於欣盛苑商場KG01號舖）